# 은모래해변
상주 은모래해변은 향기로운 숲과  은색빛 모래을가진 해변 해수욕장이다.

## 내용
아름드리 곰솔, 쪽빛 바다 넘실대는 남해의 진경. 경남 남해군 상주면에 있는 상주해수욕장은 울창한 송림으로 둘러싸여진, 유난히 하얀 백사장이 특징인 해수욕장이다. 남해에서 가장 유명한 해수욕장으로 해마다 많은 관광객의 발걸음이 끊이지 않고 있다. 해수욕장 양 옆과 뒤편에는 남해 금산의 절경이 한 폭의 병풍처럼 둘러싸고 있고 바닷물 또한 유난히 맑고 파래서 바다가 아니라 마치 아름다운 하나의 호수와 같은 모습을 하고 있다. 수심이 매우 완만하고 얕고 수온 또한 따뜻하므로 아이를 동반한 가족의 휴가지로 최적 조건을 갖추고 있다. 
여름 한철에도 100여만 명의 관광객이 찾는 상주 해수욕장은 이제 사계절관광지로 발돋움하고 있다. 겨울에도 전지훈련을 오는 운동선수들과 봄, 가을에도 수련활동을 하는 학생들, 연인들의 발길이 끊이지 않는다. 주변에는 금산 38경과 보리암 등을 함께 둘러볼 수 있으며 특히 새벽 일찍 금산에 올라 바라보는 일출이 장관이다. 또한, 한려해상국립공원 남해지구(상주 선착장)에서 유람선을 타고 다도해지구, 계룡계곡, 노도, 사랑의 바위, 미조항 등을 둘러볼 수 있다.

## 같이 보기
- 남해군